# الطريق السيار فاس مراكش
الطريق السيار فاس مراكش هي طريق سيار قيد الإنشاء يربط فاس بمراكش مرورا بمدن إفران وأزرو وخنيفرة وبني ملال وقلعة السراغنة على مسافة تتجاوز 400 كلم و يتكون من مسارين في كل اتجاه 2×2. يهدف الطريق الى تقليص مدة السفر بين المدينتين و تخفيف الضغط على الطريق الوطنية رقم 8.
يُعد مشروع الطريق السيار فاس–مراكش من بين أكبر المشاريع الطرقية في المغرب، ويهدف إلى ربط مدينتي فاس ومراكش عبر مسافة تقدر بـ420 كيلومتراً. تم الإعلان عنه في أبريل 2025، ويُرتقب أن تبلغ كلفته حوالي 28 مليار درهم. يهدف هذا المشروع إلى تخفيف الضغط على المحاور الطرقية الحالية، تقليص مدة السفر بين شمال المغرب ووسطه بأكثر من 30% (لتصل إلى حوالي 4 ساعات)، وتعزيز الاندماج الاقتصادي لمناطق معزولة. سيربط الطريق السيار عدداً من المدن والمراكز الاقتصادية المهمة، مثل فاس، مكناس، بني ملال، ومراكش، بالإضافة إلى مناطق أخرى كخنيفرة، مريرت، أزرو، والقلعة. المشروع لا يزال في مرحلة الدراسات التقنية والبيئية، مع بحث صيغ تمويل تعتمد على الشراكة بين القطاعين العام والخاص.

## انظر ايضا
الطريق السيار القاري الدار البيضاء (الرباط)
الطريق السيار جرسيف (الناظور)